# シリウス・ディンモハマディ
シリウス・ディンモハマディ（Sirous Dinmohammadi、1970年7月2日 - ）は、イランの元サッカー選手。元イラン代表。ポジションはミッドフィールダー。

## 来歴
1993年にイラン代表デビュー。AFCアジアカップ1996、1998 FIFAワールドカップにも出場した。2001年までに44試合に出場、6得点をあげた。

## 代表歴

### 出場大会
- イラン代表
  - 1998 FIFAワールドカップ

### 試合数
- 国際Aマッチ 44試合 6得点（1993年-2001年）[1]

| イラン代表 | 国際Aマッチ | 国際Aマッチ |
| 年         | 出場        | 得点        |
| ---------- | ----------- | ----------- |
| 1993       | 3           | 0           |
| 1994       | 0           | 0           |
| 1995       | 0           | 0           |
| 1996       | 14          | 0           |
| 1997       | 0           | 0           |
| 1998       | 5           | 0           |
| 1999       | 3           | 0           |
| 2000       | 6           | 1           |
| 2001       | 13          | 5           |
| 通算       | 44          | 6           |